# Права ЛГБТ в Болгарии
Гомосексуальные отношения в Болгарии легальны с 1968 года. В 2002 году все законы, дискриминирующие сексуальные меньшинства, были удалены из правовой системы страны и был принят единый возраст сексуального согласия — 14 лет. Однополые браки и однополые союзы в Болгарии не регистрируются, но признаются (в судебном порядке) однополые браки, заключенные в других странах Евросоюза.
Начиная с 2003 года действует «Закон о защите от дискриминации», который запрещает дискриминацию и ненависть на почве сексуальной ориентации во всех сферах. В 2015 году парламент принял поправки к закону, запрещающий дискриминацию людей, которые сменили свой пол.
В Болгарии традиционно сильны гомофобные настроения. По официальным данным Европейского агентства по основным правам (FRA), Болгария является страной с самой низкой терпимостью к ЛГБТ во всём Европейском союзе по состоянию на 2009 и 2011 годы. С 2008 года в июне ежегодно проводятся гей-парады в столице Софии, но до сих пор маршрут шествия ни один раз не был объявлен предварительно из соображения безопасности. Парады охраняются сотнями полицейских и частных охранников, но тем не менее каждый год участники подвергаются нападениям националистов и скинхедов. В 2008 году в Борисовском саде в Софии умер в результате побоев 25-летний студент-медик Михаил Стоянов. На полицейском допросе убийцы Р. Кирчев и А. Георгиев, которые к моменту деяния были несовершеннолетними, заявили, что напали на незнакомого им Стоянова потому, что он выглядел «по-гейски», а они хотели «прочистить парк от геев». Убийцы действовали в группе из пяти-шести человек. Полиция доказала, что эта группа совершила как минимум 10 нападений на ЛГБТ и цыган в городских парках Софии. Их деятельность является частью практики «патрулирования» городских парков националистами и скинхедами, которые «охотятся» на ЛГБТ и цыган. Хотя антицыганские волнения в Болгарии в 2011 году были направлены прежде всего против цыган, ЛГБТ тоже находились «под прицелом» и несколько дней не могли передвигаться свободно по улицам из-за опасности оказаться жертвой гомофобского нападения. Самые сильные гомофобные настроения существуют в городах София, Пазарджик, Пловдив, Стара-Загора, Русе, Велико-Тырново, Габрово, Варна и Бургас. 14 июня 2013 года было осуществлено гомофобское нападение из-за ненависти на зрителей ЛГБТ кинофестиваля в Пловдиве. Хотя атака обошлась без жертв, дорогая кинотехника была разрушена, а прожекция — сорвана. Владелица киносалона отказалась вызывать частных охранников, а полиция отозвалась с большим опозданием и явной неохотой.

## Легальность однополых сексуальных отношений

### До освобождения
Гомосексуализм был легализован в 1858 году во всех частях Османской империи. Однако после освобождения Болгарии гомосексуализм был вновь криминализирован с принятием новой конституции в 1879 году.

### 1878—1968
После освобождения Болгарии в 1878 году, 1 мая 1896 года вступил в силу Уголовный кодекс страны, и гомосексуальные акты между мужчинами старше 16 лет стали наказываться как минимум шестью месяцами тюремного заключения. Уголовный кодекс от 13 марта 1951 года увеличил наказание до трех лет тюремного заключения. Пересмотренный Уголовный кодекс от 1 мая 1968 года исключил разделы, запрещающие гомосексуальные акты.

### Суд в июле 1964 года
В июле 1964 года 26 мужчин были арестованы и обвинены в «извращенных гомосексуальных отношениях». Среди арестованных были известный актер Георгий Парцалев и один из самых любимых болгарских певцов Эмил Димитров. Эксперты сообщали, что процесс был маскарадом для публики, чтобы «люди поняли, насколько упадочна западная культура». В 1960-х годах произошла еще пара подобных случаев, в которых опять же были замешаны некоторые представители болгарской элиты. Позже, в 1966 году, при пересмотре Уголовного кодекса группа «экспертов» решила, что гомосексуальные акты больше не будут считаться преступлением, поскольку лесбиянки и геи «являются больными людьми, которые не должны быть наказаны из-за страданий, через которые они уже проходят (из-за своей болезни)». 1 мая 1968 года Уголовный кодекс был пересмотрен, и гомосексуализм стал легальным.
С 2002 года возраст сексуального согласия составляет 14 лет, независимо от сексуальной ориентации.

## Признание однополых отношений
С 1991 года статья 46 Конституции Болгарии определяет брак как союз между мужчиной и женщиной, таким образом, запрещая однополые браки.
В 2012 году, отвечая на вопрос, будут ли в скором времени у однополых пар дополнительные права, такие как право на брак или усыновление детей, ныне бывший премьер-министр Бойко Борисов сказал: «чтобы что-то [подобное] произошло, общество должно быть готово к этому». Несколько раз обсуждался вопрос о признании гражданских союзов или зарегистрированных партнерств, которые предоставят однополым парам некоторые права и преимущества брака, включая право наследования, принятие медицинских решений, совместное владение имуществом; все эти права в настоящее время не предоставляются однополым парам.
В 2017 году болгарская однополая пара, поженившаяся в Великобритании, подала иск о признании их брака. Административный суд Софии отклонил их иск в январе 2018 года. Однако юристы болгарской ЛГБТ-организации Deystvie (рус. «Действие») обжаловали это решение. Deystvie начала публичный сбор подписей в пользу своей апелляции.
Ссылаясь на дело Coman and Others v General Inspectorate for Immigration and Ministry of the Interior, которое было возбуждено в Румынии и в котором Европейский суд постановил, что однополым парам должны быть предоставлены полные права на проживание во всех странах ЕС, 29 июня 2018 года суд Софии предоставил однополой паре право на проживание в Болгарии. Эта пара, австралийка и ее французский супруг, поженились во Франции в 2016 году, но год спустя им было отказано в предоставлении вида на жительство в Болгарии, когда они попытались туда переехать.
24 июля 2019 года Верховный административный суд Болгарии признал однополый брак, заключенный во Франции.

## Усыновление и воспитание детей
Однополым парам запрещено усыновлять детей в Болгарии. Однако одиноким людям, независимо от сексуальной ориентации, разрешено усыновлять детей, хотя заявки от одиноких мужчин принимаются редко. Лесбийские пары не имеют доступа к ЭКО и искусственному оплодотворению, так как это доступно только для супружеских пар противоположного пола. Тем не менее, с 2004 года одинокие женщины-лесбиянки имеют доступ к ЭКО.
В 2021 году Европейский суд рассмотрел дело о ребенке, родившемся у лесбийской пары (одна из них болгарка, другая - гражданка Великобритании) в Испании. Ребенок не имел права ни на британское, ни на испанское гражданство, поэтому пара подала заявление на получение болгарского гражданства для своего ребенка. Поскольку болгарские власти отказались выдать свидетельство о рождении, ребенок был лишен преимуществ европейского гражданства, стал лицом без гражданства и не смог покинуть Испанию. В декабре 2021 года Европейский суд вынес решение против Болгарии по этому делу, постановив, что страна должна выдать удостоверение личности на основании родства, установленного Испанией, чтобы ребенок мог реализовать свое право на европейское гражданство.

## Защита от дискриминации
С 1 января 2004 года Закон о защите от дискриминации 2003 года запрещает дискриминацию и язык вражды на основе сексуальной ориентации во всех сферах (трудоустройство, предоставление товаров и услуг, образование, военная служба, медицинские услуги и т.д.). Согласно закону, сексуальная ориентация определяется как «гетеросексуальная, гомосексуальная или бисексуальная ориентация».
В 2015 году Народное собрание внесло поправки в определение «пола» в законе, чтобы включить случаи изменения пола. Трансгендеры, не прошедшие законную смену пола, могут использовать «пол» из списка защищенных оснований. Гендерное выражение и гендерная идентичность в пересмотренном законе прямо не упоминаются.

## Преступления на почве ненависти
Преступления на почве ненависти против ЛГБТ не являются редкостью в Болгарии, часто игнорируются и остаются нерасследованными властями. В 2008 году 25-летний студент был зверски убит в парке в Софии, потому что его считали геем. Во время расследования один человек дал показания, что двое подозреваемых входили в группу, намеревавшуюся «очистить» парк от геев.
27 сентября 2020 года в Пловдиве были совершены нападения на детей в возрасте 14 или 15 лет в рамках анти-ЛГБТ «очистительной акции», которую, видимо, проводили ультрас-фанаты ФК Ботев.
В январе 2014 года правительство обязалось объявить преступления на почве ненависти к ЛГБТ вне закона. Однако после парламентских выборов в октябре 2014 года вновь сформированное правительство хранило молчание по этому вопросу. По состоянию на 2020 год Уголовный кодекс Болгарии по-прежнему не защищает ЛГБТ от преступлений на почве ненависти.

## Гендерная идентичность и самовыражение
Закон Болгарии о личных документах (болгарский: Закон за българските лични документи), который вступил в силу 1 апреля 1999 года, стал первым законом в Болгарии, регулирующим изменение пола. Официальных данных о количестве болгар, законно изменивших свой пол, нет. Когда человек проходит операцию по смене пола, он может изменить свой паспорт, водительские права, документ, удостоверяющий личность, свидетельство о рождении и единый гражданский номер, чтобы соответствовать своему новому полу. Операция по смене пола может быть проведена только после обращения в суд и получения положительного решения суда. Кроме того, такие процедуры не финансируются государством и поэтому могут быть очень дорогостоящими. Без проведения операции по смене пола человек не может изменить свой юридический пол ни в одном официальном документе. Однако в 2016 году трем трансгендерным женщинам было разрешено сменить пол без хирургического вмешательства.
Опрос Евробарометра 2015 года показал, что только 29 % болгар согласны с утверждением, что трансгендеры должны иметь возможность менять свои гражданские документы, чтобы соответствовать своей внутренней гендерной идентичности.
После вердикта Конституционного суда по Стамбульской конвенции, в котором суд осудил попытки ввести законодательство для юридического признания пола, заявление трансгендерной женщины о смене пола было отклонено региональным судом.

## Права интерсексуалов
В стране нет данных о количестве рожденных интерсексуальных детей. Стандартной процедурой в случае рождения интерсексуального ребенка является удаление мужских гениталий, поскольку это более легкая операция, чем удаление женских гениталий. Родителей редко информируют о том, какой ущерб это может впоследствии нанести гендерной идентичности ребенка. В стране нет законов, касающихся интерсексуальных людей.

## Военная служба
Закон Болгарии о защите от дискриминации 2003 года защищает людей от дискриминации по признаку сексуальной ориентации в связи с призывом на военную службу.

## Донорство крови
Геям и бисексуалам не запрещено сдавать кровь в Болгарии. Однако форма заявления на донорство крови, требуемая перед любой сдачей крови, не просит заявителя раскрывать эту информацию, а требует подтвердить, что он не участвовал в практиках (в том числе сексуальных), которые повышают риск заражения ВИЧ или другими ИППП. Форма согласия подробно описана в постановлении, изданном Министерством здравоохранения Болгарии 19 июля 2004 года.

## Общественное мнение
Опрос Pew Global Attitudes Project 2002 года показал, что 63 % болгар являются «открытыми гомофобами» и настроены против ЛГБТ, а опрос Pew Global Attitudes Project 2007 года показал, что уровень принятия ЛГБТ-сообщества вырос до 39 %.
Опрос Европейского союза 2006 года показал, что 15 % болгар поддерживают однополые браки, а 65 % выступают против них. В 2015 году эти цифры почти не изменились: 17 % поддерживают однополые браки, а 68 % выступают против.
Согласно опросу, проведенному в 2007 году социологическим агентством «Скала», 42,4 % болгар не хотели бы иметь друга или коллегу-гомосексуалиста. 46 % ответили, что было бы неприемлемо, если бы их собственный ребенок был геем или лесбиянкой. Опрос Евробарометра, проведенный в 2015 году, показал, что только 9 % болгарских родителей согласились бы, чтобы их ребенок состоял в однополых отношениях.
По данным опроса 2008 года, проведенного в 15 школах Софии, Варны и Пловдива, 10,5 % учащихся назвали себя бисексуалами, 1,8 % — геями, а 87,7 % — натуралами. Из этих учащихся 15 % сказали, что не хотели бы иметь друга-гея, а 29 % категорически отказались бы сидеть рядом с одноклассником-геем. 5 % сказали, что они бы издевались над одноклассниками-геями, а 39 % сказали, что защищали бы их от издевательств.
Опрос 2012 года показал, что число людей, которым не понравилось бы иметь коллегу-гомосексуалиста, снизилось до 38 %. Опрос также показал, что болгары более терпимы к лесбиянкам, чем к геям. 26 % респондентов не взяли бы на работу лесбиянку.
Исследование Pew Research Center, опубликованное в мае 2017 года, показало, что 18 % болгар выступают за однополые браки, а 79 % — против. Поддержка была выше среди православных христиан (19 %) и 18-34-летних (26 %), в отличие от мусульман (12 %) и людей в возрасте 35 лет и старше (15 %). Хотя только 27 % считают, что в однополых отношениях нет ничего плохого, опрос Евробарометра 2015 года показал, что 51 % поддерживает равные права.

## Условия жизни
Большая часть гей-жизни в Болгарии сосредоточена в основном в Софии. Гей-заведения есть в Пловдиве, Варне и Благоевграде. За пределами крупных городов эта тема является табу и редко приветствуется или признается как актуальная или реальная. Поскольку в Болгарии эта тема по-прежнему вызывает много споров, точные данные получить невозможно из-за нежелания некоторых или большинства лиц, относящих себя к ЛГБТ, свободно заявить о себе как о таковом из-за страха общественного преследования, проверки или травли.
В декабре 2018 года в различных городах Болгарии, таких как Варна и Бургас, были сорваны рекламные щиты, пропагандирующие толерантное отношение к однополым парам.
Во время протестов в Болгарии в 2020—2021 годах наблюдался рост анти-ЛГБТ риторики и дискриминации, поскольку правые и ультраправые группы и организации пытались поставить тему гендера (через анти-ЛГБТ представления о гендерной идеологии) на первый план в связи с пандемией COVID-19 в Болгарии и самими протестами. Гендер стал ругательством для небинарных людей или любого человека, воспринимаемого как ЛГБТ. Тем не менее, принятие ЛГБТ среди более образованных болгар среднего класса возросло, поскольку усилия организаций по защите прав ЛГБТ приносили свои плоды, например, крупнейший в истории страны ЛГБТ-прайд, первая ЛГБТ-выставка (Балканский прайд) за пределами Софии и признание в болгарском суде однополого брака между гражданином Австралии и гражданином Франции.

### Парады гордости
Единственным прайд-парадом, который до сих пор проходит в Болгарии, является Софийский прайд. Первый парад состоялся в 2008 году и собрал около 150 участников, которые были атакованы бензиновыми бомбами, камнями и стеклянными бутылками. Более 60 хулиганов были арестованы. В последующие годы парады проходили мирно и стали привлекать все больше участников, а также поддержку политических партий, местных предприятий и посольств. В 2017 году в параде приняли участие более 3 000 человек, его поддержали 18 дипломатических миссий. Неделя гордости также включала показ фильмов и фестиваль искусств. В 2019 году в гей-параде приняли участие около 6 000 человек. Его поддержали 25 дипломатов и представители международных организаций и фондов.
Болгарская православная церковь решительно выступает против свободы собраний для ЛГБТ и любых форм манифестаций, подобных прайд-парадам, называя их «греховной демонстрацией» и «грехом содомии». Перед прайдом в Софии в 2012 году священник из Сливена сказал в газетном интервью, что «геев нужно бить камнями». Национальное сопротивление, ультраправая группа, выступала за использование метел и лопат для нападения на людей на прайд-парадах.
Такие партии, как Болгарская социалистическая партия, «Зеленые», «Болгарские левые» и Демократы за сильную Болгарию, поддержали право организаторов парада на его проведение. Однако в 2014 году только «Зеленые» и «Болгарские левые» направили заявления о поддержке парада. Георги Кадиев, бывший кандидат в мэры Софии от Болгарской социалистической партии, участвовал в поддержке парада в 2011 году. Некоторые партии, такие как крайне правая националистическая партия «Атака», резко выступают против парадов, протестуя против них, а также против гомосексуализма в целом.

### Организации по защите прав ЛГБТ
В Болгарии существует несколько ЛГБТ-организаций:
- «Билитис». Основанная в 2004 году, она защищает права лесбиянок, бисексуальных женщин и трансгендеров. У «Билитис» есть проекты по всей стране.
- «ЛГБТ Действие». Организация была основана в 2010 году и занимается защитой прав ЛГБТ в стране. Базируется в Софии.
- Фонд «ГЛАС».
- Фонд «Единый шаг». Основанный в 2016 году, фонд «Единый шаг» призван помочь ЛГБТ-молодежи, их семьям, друзьям и союзникам в Болгарии в процессе признания, каминг-аута и утверждения своей сексуальной ориентации и гендерной идентичности. В октябре 2017 года он запустил первый в стране лицензированный онлайн-чат поддержки.
- «ЛГБТ Пловдив». Небольшая ЛГБТ-организация, базирующаяся в Пловдиве и области.

### Дело Пазарджика
В ноябре 2009 года районный совет Пазарджика проголосовал за поправку, запрещающую «публичную демонстрацию сексуальной или любой другой ориентации». ЛГБТ-организации выступили против решения совета, утверждая, что оно носит дискриминационный характер. В октябре 2010 года Административный суд района отменил решение, сославшись на процедурные ошибки при его принятии. Решение суда было подтверждено в апелляции Верховным административным судом в июле 2011 года.

## Итоговая таблица
| Однополые сексуальные отношения легальны                                                               | (с 1968 года)                                     |
| Равный возраст согласия (14 лет)                                                                       | (с 2002 года)                                     |
| Антидискриминационные законы в сфере занятости                                                         | (с 2004 года)                                     |
| Антидискриминационные законы при предоставлении товаров и услуг                                        | (с 2004 года)                                     |
| Антидискриминационные законы во всех других областях, включая косвенную дискриминацию и язык ненависти | (с 2004 года)                                     |
| Антидискриминационные законы, касающиеся гендерной идентичности                                        | (с 2015 года)                                     |
| Законы о преступлениях на почве ненависти включают сексуальную ориентацию и гендерную идентичность     | No                                                |
| Однополые браки                                                                                        | (конституционный запрет с 1991 года)              |
| Признание однополых пар                                                                                | No                                                |
| Усыновление детей одинокими представителями ЛГБТ-сообщества                                            | Yes                                               |
| Усыновление приемных детей однополыми парами                                                           | No                                                |
| Совместное усыновление однополыми парами                                                               | No                                                |
| Лесбиянкам, геям и бисексуалам разрешено открыто служить в армии                                       | (с 2006 года)                                     |
| Право на смену юридического пола                                                                       | (с 2017 года).                                    |
| Доступ к ЭКО для лесбийских пар                                                                        | (только для семейных пар и одиноких женщин)       |
| Автоматический статус родителя для обоих супругов после рождения ребенка                               | No                                                |
| Конверсионная терапия запрещена для несовершеннолетних                                                 | No                                                |
| Коммерческое суррогатное материнство для пар геев-мужчин                                               | (запрещено независимо от сексуальной ориентации). |
| МСМ разрешено сдавать кровь                                                                            | Yes                                               |